# Tjeerd Epema

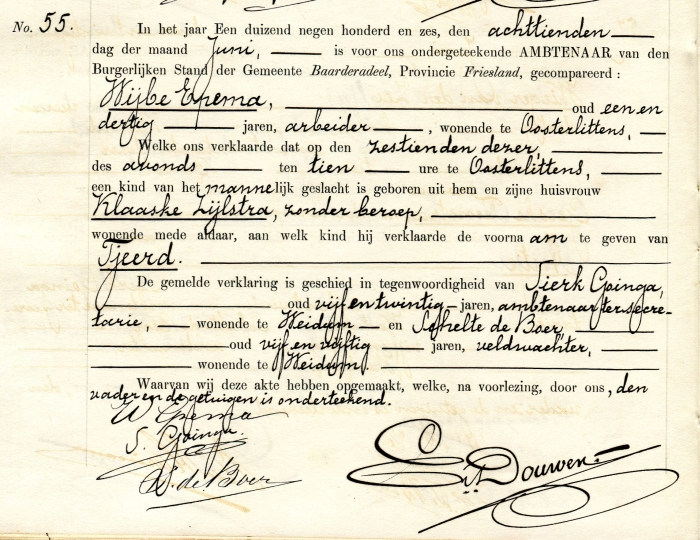
Openbare geboorteakte Tjeerd Epema (18-06-1906)

Tjeerd Epema (Oosterlittens, 16 juni 1906 – Oudorp, 1 april 2013) was met zijn 106 jaar vanaf 16 maart 2013 de oudste levende man van Nederland, na het overlijden van de 107-jarige Arie Vermeulen. Op 1 april 2013, slechts 16 dagen later, overleed hij in zijn slaap.
Hij woonde in zorgcentrum Lauwershof in Oudorp. Daarvoor woonden hij en zijn in 2010 overleden vrouw in De Zanderij in Schoorl.